# 龙池曼
龙池曼位于河南省洛阳市嵩县白河镇境内，属于伏牛山山系，集世界地质公园、国家级自然保护区和风景区为一体，海拔高2211.6米，山势险陡、奇峰林立，顶峰有一水池，被称为龙池，常年有水。龙池边有两个小庙。龙池曼属于限制开发带，又深藏在伏牛山腹地，所以一直保存着古老原始的自然风貌。自龙池曼山顶有泉水流出形成“龙池十八瀑”，龙池曼具雅、险、秀、幽、奇之特点，明代兵部郎中乔缙曾赞龙池曼曰：“颉颃泰华，睥睨衡霍”。